# عيد حب حزين (فلم)
عيد حب حزين (بالإنجليزية: Blue Valentine) هو فيلم رومانسي درامي أمريكي صدر عام 2010، من تأليف وإخراج ديريك سيانفرانس. العرض الأول للفيلم كان في الدورة الـ26 من مهرجان صاندانس السينمائي. الفيلم من بطولة ميشيل ويليامز ورايان غوسلينغ.

## طاقم التمثيل
- رايان غوسلينغ بدور دين بيريرا
- ميشيل ويليامز بدور سيندي هيلر
- فايث فلاديكا بدور فرانسيس "فرانكي"
- جون دومان بدور جيري
- مايك فوغل بدور بوبي
- مارشال جونسون بدور مارشال
- جين جونز بدور غراما
- بن شينكمان بدور الدكتور. فينبرغ
- ماريان بلنكيت بدور غليندا

## وصلات خارجية
- الموقع الرسمي
- مقالات تستعمل روابط فنية بلا صلة مع ويكي بيانات